# ميغومي تودا
ميغومي تودا (باليابانية: 戸田めぐみ؛ بالكانا: とだ めぐみ) هي مؤدية صوت يابانية، ولدت في 8 ديسمبر 1990 في طوكيو في اليابان.

## روابط خارجية
- ميغومي تودا على موقع IMDb (الإنجليزية)
- ميغومي تودا على موقع ميوزك برينز (الإنجليزية)
- ميغومي تودا على موقع قاعدة بيانات الفيلم (الإنجليزية)
- ميغومي تودا على موقع ANN person (الإنجليزية)